# محمد رمضان (لاعب مبارزة)
محمد رمضان (مواليد 6 يوليو 1931) مبارز لبناني. شارك في المنافسات الفردية والجماعية في دورة الألعاب الأولمبية الصيفية لعام 1960. شارك أيضًا في ألعاب البحر الأبيض المتوسط لعام 1959 حيث فاز بالميدالية الفضية في المبارزة بسلاح الشيش ومنافسة السيف للفرق.

## روابط خارجية
- محمد رمضان على موقع أوليمبيديا (الإنجليزية)